# 東津萌米 穂姫
- 希萌創意 > 東津萌米 穂姫
- ご当地キャラ > 台湾 > 屏東県 > 東港鎮 > 穂姫

東津萌米 穂姫（ドンジンモンミー スイチー、繁体字中国語: 東津萌米 穗姬）は台湾の屏東県東港鎮の米をモチーフとしたマスコットキャラクター穂姫による萌え米プロジェクトとメディアミックス作品の総称。東津は東港鎮の古い地名で、「津」は港を意味する。
台湾の国立屏東科技大学のACGサークル「台湾屏科大温羿漫研社」を前身とし、高捷少女などをヒットさせた希萌創意（Simon Creative）社と現地の稲作団体のコラボレーションで生み出され、希萌創意の他の県内ご当地キャラクター3種と合わせて「屏東四天王」、あるいは「屏東四宝（屏東四寶）」と呼ばれている。

## キャラクター
穂姫は台湾の水稲従来種「高雄139」を日本の「キヌヒカリ」と掛け合わせた品種改良によってできた品種改良ブランド米「高雄145」のマスコットキャラクターの総称。実物に準拠して日本人の父と台湾人の母の間に生まれた設定となっている。稲の成長段階ごとに以下の3種のモードがある。1月10日生まれのやぎ座、血液型がA型は共通設定。
秧苗
秧苗（ヤンミャオ、拼音: Yāngmiáo）は苗状態（生後25日）のキャラクター。身長15cm、プランター込みの体重6.5kg
結穂
結穂（ジエスイ、繁体字中国語: 結穗、拼音: Jié suì）は稲穂に成長した状態（生後90日）のキャラクター。身長100cm、1000粒での体重40kg
白米
白米（バイミー、拼音: Báimǐ）は精米状態（生後125日）のキャラクター。身長0.6cm、体重0.026g

## メディアミックス

### ゲームソフト
「東津萌米」
Storia遊戯工作社との合作による2016年リリースのWindows用恋愛シミュレーションかつ育成シミュレーションゲーム。当初は中国語のみ対応のパッケージ版だったが、Steamのグリーンライトにて配信版リリースも実現し、その後の拡張パックで日本語（字幕、CV）に対応した。ゲーム版では上記主要キャラの他に中二病、ツンデレ、メイド（女僕）、修道女などの派生モード設定がなされている。
- CV
  - 中国語：楊凱凱（中国語版）[10] - 代表作は中国語圏でのドラえもんの野比のび太役、聖闘士星矢の城戸沙織役など。
  - 日本語：茅野愛衣[11]

- 主題歌「Seeds of Smile」
  - ボーカル：薛南（中国語・日本語とも）
  - 中国語作詞：Uniparity
  - 日本語作詞：牛肉
  - 作曲/編曲：3R2

### テーブルゲーム
- 東津萌米 穂姫 Fight[12]

### ライトノベル
- 「東津萌米‧穗姬」 - 東立出版社[13][14]
  - 作：値言（值言）
  - 絵師：Izumi

1. ISBN 9789864826315
2. ISBN 9789864865840

- 「東津萌米 穂姫 Fight（全）」 - 東立出版社
  - 作：値言、EAN:4710945557281[15]

### 他
- LINEスタンプ
- 実際に契約農家を通じて「東津萌米（高雄145）」を栽培しており、キャラクターがデザインされたパッケージで販売されている[16][17]。
- 2018年末、セガのチェインクロニクル台湾版とコラボレーション[18]。